# Moulon, Gironde
Moulon är en kommun i departementet Gironde i regionen Nouvelle-Aquitaine i sydvästra Frankrike. Kommunen ligger i kantonen Branne som tillhör arrondissementet Libourne. År 2022 hade Moulon 1 056 invånare.

## Befolkningsutveckling
Antalet invånare i kommunen Moulon
Referens:INSEE